# Greg Camarillo
Greg Camarillo (* 18. April 1982 in Redwood City, Kalifornien) ist ein ehemaliger US-amerikanischer Footballspieler auf der Position des Wide Receiver. Er spielte bei den San Diego Chargers, Miami Dolphins, Minnesota Vikings und New Orleans Saints in der National Football League.

## Karriere

### College-Karriere
Camarillo absolvierte seine erste Saison an der Stanford University 2000. Insgesamt absolvierte er vier Spielzeiten und fing 46 Pässe für 614 Yard Raumgewinn. Neben seiner Stammposition als Wide Receiver stand er teilweise auch im Special Team. Drei Mal wurde er mit dem Academic All-Pac-10 ausgezeichnet.

### NFL-Karriere
Greg Camarillo wurde 2005 von den San Diego Chargers als Free Agent verpflichtet, kam dort allerdings selten zum Einsatz.
2007 verpflichteten die Miami Dolphins den Receiver. Dezember 2007 fing er einen 64-Yard-Pass in der Overtime und sicherte seinem Team damit den einzigen Sieg der Saison. Zudem war es sein erster Touchdown in der NFL. Seinen zweiten konnte er in der letzten Spielwoche gegen die New England Patriots verbuchen.
Er verlängerte seinen Vertrag am 20. November 2008 um drei Jahre. Drei Tage später fing er seinen bereits vierten Touchdown, verletzte sich jedoch in demselben Spiel und fiel die restliche Saison aus.
Am 25. August 2010 wechselte Camarillo in einem Tauschgeschäft zu den Minnesota Vikings. Die Miami Dolphins erhielten im Gegenzug den Cornerback Benny Sapp. Nachdem sein Vertrag bei den Vikings nicht verlängert worden war, wechselte er zur Saison 2012 zu den New Orleans Saints. Er wurde vor der Saison von den Saints wieder entlassen, Mitte September aufgrund der vielen Verletzungen im Kader allerdings wieder für einen Monat verpflichtet.